# 美國偶像 (第八季)
《美國偶像》第八季于2009年1月13日至2009年5月20日在美國福斯電視台播出。寶拉·阿巴杜、西門·考爾和蘭迪·傑克遜繼續擔任評判，瑞安·西克雷斯特繼續任主持。《美國偶像》宣佈知名製作人凱拉·狄奧果笛（Kara DioGuardi）加入第八季成為最新的一位評審。當季创下美偶選票紀錄，經由1亿份的網路及手機投票得出最終決賽結果，克里斯·艾倫于2009年5月20日被宣布成为该季冠军，天才型選手亞當·藍伯特則屈居亚军。決賽結果至今備受爭議，認為最終冠軍應為亞當·藍伯特。
第八季有很多开创该剧先河的事情。最后的决赛有36名选手参加，而之前都为24名；评审在外卡赛中选择了第四位选手亞努皮·迪賽，使最终比赛有13名选手参加，而不是12名。另一项举措是增加了“评审拯救”权，这一权利最终在七进六的比赛中被使用，并拯救了馬特·吉拉德，从而使比赛连续两周有7名参赛选手。

## 海選
第八季的海選城市及地點如下：
| 海選城市   | 日期          | 海選地點                             |
| 三藩市     | 2008年7月17日 | 牛宮                                 |
| 路易斯維爾 | 2008年7月21日 | Freedom Hall                         |
| 鳳凰城     | 2008年7月25日 | Jobing.com Arena                     |
| 鹽湖城     | 2008年7月29日 | 生活智能家居球馆                     |
| 聖胡安     | 2008年8月2日  | Coliseo de Puerto Rico               |
| 堪薩斯城   | 2008年8月8日  | Kemper Arena                         |
| 傑克遜維   | 2008年8月13日 | Jacksonville Veterans Memorial Arena |
| 東律特福   | 2008年8月19日 | IZOD Center                          |

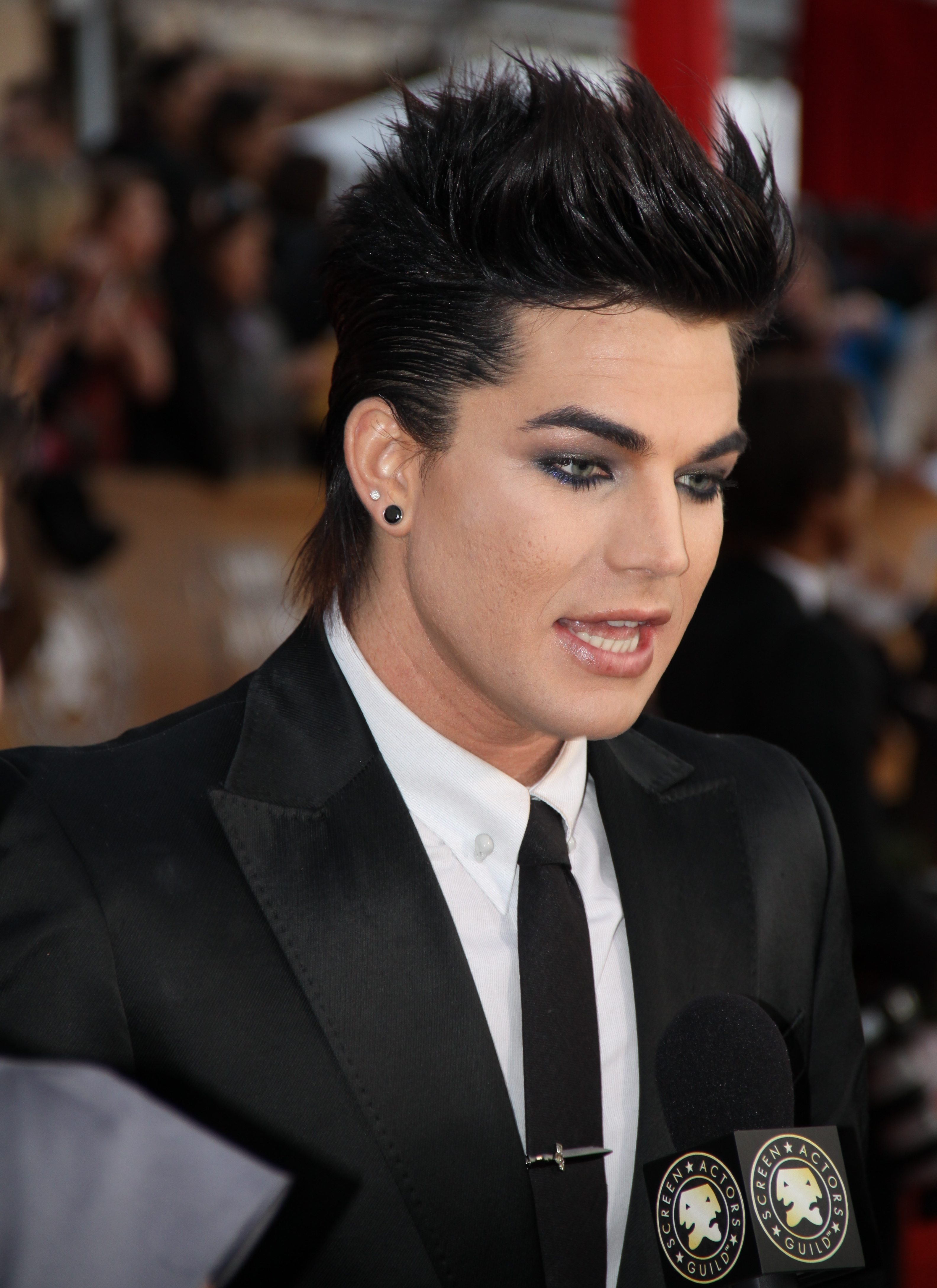
電視選票使飽受性向及形象爭議的藍伯特屈居亞軍

參賽者在2008年7月15日的年龄必須是16歲至28歲，且必須具有在美國工作的资格。在之前赛季進入过前40（第7季前50选手不受此限制）、擁有經紀合約或唱片合約以及非美國公民或者是移民将不得参赛。

## 好萊塢週
從本季開始，好萊塢週移師到以往在第一、三到六季季末賽事才會使用的柯達劇院，並在柯達劇院進行為期兩週的海選。
在首輪，147名參賽者輪流獨唱一首自己準備的歌曲，第二輪剩下的107名參賽者則三人或四人一组作團體演出。過關的72名參賽者再獨唱另一首歌曲供評審評比，最終剩下的54名參賽者前往位於洛杉磯的「評審的宅邸」，等待評審公布最終的36強名單。其中有些參賽者需再進行一段演唱，以便由評審決定是否可以晉級36強。

## 準決賽
準決賽的名單在2月11日播出的第十一集公佈，準決賽的比賽由2月17日開始。
比賽過程在這一季有了戲劇性的轉變。準決賽者有三十六名，男女各十八名，總共分為三組表演，每一組有十二名選手（六男六女）。在節目直播完畢的兩小時內，美國的觀眾可以投票給自己喜歡的偶像，每組最高票數的一男一女、以及第二高票的選手（不論性別）可以直接進入十二強名單。本屆美國偶像並增加了外卡週，從被淘汰的選手中挑選三位進入十二強。
準決賽主題：告示牌熱門100歌曲

### 準決賽 #1
- 史蒂芬·佛勒（英語：Stephen Fowler，生於1982年10月12日），26歲、來自俄亥俄州畢曲伍德（Beachwood），於紐約海選。他於好萊塢演唱史提夫·汪達的〈Superwoman (Where Were You When I Needed You)〉深深打動了評審。然而，他在最後一天演唱大衛·庫克的〈The Time of My Life〉卻大失水準，並在彈奏鍵盤時忘詞。
  - Rock with You （麥可·傑克遜）

- 布蘭特·凱斯（英語：Brent Keith，生於1979年11月6日），29歲、來自俄亥俄州布蘭切斯特（Blanchester），於路易斯維爾 (肯塔基州)海選。他曾獲第二季納許維爾之星第六名。
  - Hicktown（傑森·奧汀（Jason Aldean））

- 安·瑪莉·波斯寇維（英語：Ann Marie Boskovich，生於1986年2月11日）是位23歲、來自田納西州納許維爾的服務生，於傑克遜維爾 (佛羅里達州)海選，曾為迪士尼動畫電影「小美人魚2：重返大海」（The Little Mermaid 2: Return To The Sea）演唱片尾曲。
  - (You Make Me Feel Like) A Natural Woman（艾瑞莎·法蘭克林）

- 凱西·卡爾森（英語：Casey Carlson，生於1988年4月29日），20歲、來自明尼蘇達州明尼亞波利斯，於堪薩斯城 (密蘇里州)海選，演唱凡妮莎·卡爾頓的〈A Thousand Miles〉。
  - Every Little Thing She Does Is Magic（警察合唱團）

- 潔奇·彤恩（英語：Jackie Tohn，生於1980年8月24日）是位28歲、來自加利福尼亞州銀湖（Silver Lake）的演員兼音樂家，於新澤西州東律特福海選，演唱傑森·瑪耶茲的〈I'm Yours〉。她曾出現在「保母」（The Nanny）、「費城永遠是晴天」（It's Always Sunny in Philadelphia）、「女高音」（The Sopranos）等電視節目中，並曾在經典影片「郵局」（Postal）中參與演出。
  - A Little Less Conversation（艾維斯·普里斯萊）

- 史狄薇·萊特（英語：Stevie Wright，生於1992年6月5日），16歲、來自加利福尼亞州費藍（Phelan），於鳳凰城 (亞利桑那州)海選，演唱伊特·珍的〈At Last〉。
  - You Belong with Me（泰勒·斯威夫特）

### 準決賽 #2
- 馬特·布里茲奇（英語：Matt Breitzke，生於1981年7月23日）是位27歲、來自奧克拉荷馬州比克斯畢（Bixby）的銲工，於堪薩斯城 (密蘇里州)海選。
  - If You Could Only See（Tonic）

- 凱伊·克拉馬（英語：Kai Kalama，生於1982年1月8日），27歲、來自加利福尼亞州聖克萊門特，於舊金山海選。他的母親有嚴重的躁鬱症（disorder），使得克拉馬放棄許多自由的生活、全心全意的照顧她。**You Belong with Me（泰勒·斯威夫特）
  - What Becomes of the Brokenhearted（Jimmy Ruffin）

- 尼克·米切爾（英語：Nick Mitchell，「諾曼·捲頭」（"Norman Gentle"），生於1981年4月24日）是位27歲、來自康乃狄克州布魯克菲德（Brookfield）的喜劇演員，於紐約海選。諾曼·捲頭是尼克於海選時所飾演的搞笑角色的名字。對不怎麼欣賞尼克的搞笑演出的評審西門而言，尼克的晉級是一件非常頭痛的事。
  - And I Am Telling You I'm Not Going（Jennifer Holliday）

- 米莎沃納·漢森（英語：Mishavonna Henson，生於1990年7月25日）是位18歲、來自加州爾灣，於鳳凰城海選。米莎沃納曾成功進入第七季的荷理活週，可惜第2天就已被淘汰。
  - Drops of Jupiter (Tell Me)（Train）

- 珍寧·維列斯（英語：Jeanine Vailes，生於1980年9月22日）是位28歲、來自加州Sherman Oaks，於三藩市海選。珍寧是一位酒保。
  - This Love（魔力紅）

### 準決賽 #3
- 亞利安納·阿法莎（英語：Arianna Afsar，生於1991年10月22日）是位17歲、來自加州聖迭戈的高中學生，於鳳凰城海選。
  - The Winner Takes It All（ABBA）

- 菲莉西亞·芭頓（英語：Felicia Barton，生於1982年3月6日），27歲、來自弗吉尼亞州弗吉尼亞海灘，於路易斯維爾 (肯塔基州)海選。她最初並沒有成功進入36強，但其後替代被取消資格的Joanna Pacitti而回到節目參賽。
  - No One（艾麗西亞·基斯）

- 肯德爾·比爾德（英語：Kendall Beard,，生於1984年10月18日）是位24歲、來自德克薩斯州奧斯汀縣，於聖胡安海選。肯德爾是一名失讀症病人。
  - This One's for the Girls（Martina McBride）

- 祖諾·喬伊納（英語：Ju'Not Joyner，生於1982年11月26日）是位26歲、來自馬利蘭州包威，於紐約海選。曾成功進入第七季的荷理活週，在第2輪被淘汰。
  - Hey There Delilah（Plain White T's）

- 納瑟尼爾·馬歇爾（英語：Nathaniel Marshall，生於1989年9月19日）是位19歲、來自紐約州馬隆，於紐約海選。由於母親經常進入監獄，納瑟尼爾由幾位親友照顧成人。
  - "I'd Do Anything for Love (But I Won't Do That（Meat Loaf）

- 基絲汀·麥克納馬拉（英語：Kristen McNamara，生於1985年8月5日）是位23歲、來自加州納帕谷，於路易斯維爾 (肯塔基州)海選。基絲汀是一位卡啦OK主持人。基絲汀曾獲第四季納許維爾之星第六名，也曾參加過Star Search比賽。
  - Give Me One Reason（Tracy Chapman）

- 泰勒·瓦伊法諾（英語：Taylor Vaifanua，生於1992年1月12日）是位17歲高中學生、來自猶他州薩菲爾，於鹽湖城海選。泰勒的父母來自薩摩亞
  - If I Ain't Got You（艾麗西亞·基斯）

- 亞歷山大·華格納·特拉格曼（英語：Alexander Wagner-Trugman，生於1989年6月4日）是位19歲就讀邁阿密大學、來自加州Studio City的二年級生，於鳳凰城海選。
  - I Guess That's Why They Call It the Blues（艾頓·莊）

### 外卡賽
- 瑞琪·布蘭迪（英語： Ricky Braddy，生於1983年2月1日）是位26歲、來自田納西州納許維爾的速食店員工，於路易斯維爾 (肯塔基州)海選。
  - A Song for You（唐尼·海瑟威）
  - Superstition（史提夫·汪達）

- 塔提安娜·妮可·黛兒·托洛（英語：Tatiana Nicole Del Toro，生於1984年10月17日），24歲、來自波多黎各聖胡安，於舊金山海選。在準決賽中，寶拉·阿巴杜稱她是至今「最具話題性」的參賽者，西門·考爾並形容她是「影后」。[6]
  - Saving All My Love for You（惠特尼·休斯頓）
  - Saving All My Love for You（惠特尼·休斯頓）

- 馮·史密夫（英語：Von Smith，生於1986年6月15日）是位22歲、來自堪薩斯城 (密蘇里州)，並於堪薩斯城 (密蘇里州)海選。他曾在YouTube發表過多段影片而獲得全國網民的注意。
  - You're All I Need to Get By（Marvin Gaye & Tammi Terrell）
  - Sorry Seems to Be the Hardest Word（艾頓·莊）

- 傑西·蘭塞西（英語：Jesse Langseth，生於1983年4月13日）是位25歲、來自明尼蘇達州明尼阿波利斯，於堪薩斯城 (密蘇里州)海選。傑西是葛萊美獎得主、藍調歌手Jonny Lang的妹妹。
  - Bette Davis Eyes（魔力紅）
  - Tell Me Something Good（Rufus and Chaka Khan）

## 十三強
- 莉·隆斯（英語：Lil Rounds，生於1984年11月14日），24歲、來自田納西州孟菲斯，於堪薩斯城 (密蘇里州)海選。她的家在2008年2月5日被吹襲的龍捲風吹倒。
  1. Be Without You（Mary J. Blige）
  2. The Way You Make Me Feel（麥可·傑克遜）
  3. Independence Day（Martina McBride）
  4. (Love Is Like A) Heat Wave（Martha and the Vandellas）
  5. I Surrender（Celine Dion）
  6. What's Love Got to Do With It（Tina Turner） 倒數第3名
  7. The Rose（Bette Midler）倒數第2名

- 克里斯·艾倫（生於1985年6月24日），23歲、來自阿肯色州康韋郡，於路易斯維爾 (肯塔基州)海選。艾倫最著名的表演是在好萊塢週時的團體表演，演唱傑克遜5人組的〈I Want You Back〉。
  1. Man in the Mirror（麥可·傑克遜）
  2. Remember the Time（麥可·傑克遜）
  3. Make You Feel My Love（Garth Brooks）
  4. How Sweet It Is (To Be Loved by You)（Marvin Gaye）
  5. Ain't No Sunshine（比爾·威瑟斯）
  6. All She Wants to Do Is Dance（Don Henley）
  7. Falling Slowly（Glen Hansard & Markéta Irglová）

- 亞努·迪賽（英語：Anoop Desai，生於1986年12月20日）是位22歲、來自北卡羅來納州教堂山的大學生，於堪薩斯城 (密蘇里州)海選。他在堪薩斯城的海選中讓評審十分驚豔。他在外卡賽結果上成為第十三位進級的選手。
  1. Angel of Mine（莫妮卡）
  2. My Prerogative（Bobby Brown）
  3. Beat It（麥可·傑克遜）
  4. Always on My Mind（Willie Nelson）
  5. Ooo Baby Baby（The Miracles）
  6. Caught Up（亞瑟小子）倒數第2名
  7. True Colors（Cyndi Lauper） 倒數第2名
  8. (Everything I Do) I Do It for You（布萊恩·亞當斯）倒數第3名

- 亞當·藍伯特（英語：Adam Lambert，生於1982年1月29日）是位27歲、來自加利福尼亞州洛杉磯的舞台演員（old stage actor），於舊金山海選。在美國偶像海選前，藍伯特曾參與音樂劇「邪惡」（Wicked）的演出。他所演唱的〈Some Kind of Wonderful〉與〈Believe〉大獲評審好評。
  1. (I Can't Get No) Satisfaction（滾石合唱團）
  2. Black or White（麥可·傑克遜）
  3. Ring of Fire（Johnny Cash）
  4. The Tracks of My Tears（The Miracles）
  5. Play That Funky Music（Wild Cherry）
  6. Mad World（Steppenwolf）
  7. Born to Be Wild（Steppenwolf）

- 丹尼·寇奇（英語：Danny Gokey，28歲，生於1980年4月24日），來自威斯康辛州密爾瓦基，是位歌頌與禮拜儀式音樂家，於堪薩斯城 (密蘇里州)與他的好朋友賈瑪·羅傑斯一起參加海選，並雙雙通過、進入好萊塢，但賈瑪·羅傑斯在好萊塢週結束時被淘汰。在海選前四週，寇奇的妻子蘇菲亞由於先天心臟疾病而過世，並激起寇奇放手一搏的決心。
  1. Hero（瑪麗亞·凱莉）
  2. P.Y.T. (Pretty Young Thing)（麥可·傑克遜）
  3. Jesus Take The Wheel（卡麗·安德伍）
  4. Get Ready（The Temptations）
  5. What Hurts the Most（Rascal Flatts）
  6. Stand by Me（Mickey Gilley）
  7. Endless Love（萊昂納爾·里奇 & Diana Ross）

- 艾麗森·艾拉希塔（英語：Allison Iraheta，17歲，生於1992年4月27日），來自加州洛杉磯，於舊金山海選。
  1. Alone（Heart）
  2. Give In to Me（麥可·傑克遜）
  3. Blame It on Your Heart（Patty Loveless） 倒數第3名
  4. Papa Was a Rollin' Stone（The Temptations）
  5. Don't Speak（No Doubt）倒數第3名
  6. I Can't Make You Love Me（Bonnie Raitt）
  7. I Don't Want to Miss a Thing（史密斯飛船）

- 馬特·吉拉德（英語：Matt Giraud，生於1985年5月11日）是位23歲、來自密西根州卡拉馬祖縣的鋼琴家，於路易斯維爾 (肯塔基州)海選，演唱蓋文·迪克羅的〈I Don't Want to Be〉。他在團體表演所演唱的〈I Want You Back〉與〈Georgia on My Mind〉讓他成為評審的最愛之一。
  1. Viva la Vida（酷玩樂團）
  2. Who's Lovin' You（Bobby Brown）
  3. Human Nature（麥可·傑克遜）
  4. So Small（卡麗·安德伍）
  5. Let's Get It On（Marvin Gaye）倒數第2名
  6. You Found Me（The Fray）
  7. Part-Time Lover（史提夫·汪達）
  8. Have You Ever Really Loved a Woman?（布萊恩·亞當斯）待定被淘汰

- 史考特·麥金泰爾（英語：Scott MacIntyre，23歲，生於1985年6月22日），來自利桑納州斯科茨代爾，於鳳凰城海選。史考特是一位近乎全盲的鋼琴家。
  1. Mandolin Rain（Bruce Hornsby and the Range）
  2. Keep the Faith（麥可·傑克遜）
  3. Blame It on Your Heart（Patty Loveless）
  4. You Can't Hurry Love（The Supremes）倒數第3名
  5. Just the Way You Are（比利·喬爾）
  6. The Search Is Over（生存者） 淘汰

- 梅根·喬伊（英語：Megan Joy，23歲，生於1985年8月25日），來自猶他州桑迪，於鹽湖城海選。西門曾多次指出梅根是他本季喜愛的選手之一。
  1. Put Your Records On（Corinne Bailey Rae）
  2. Black Horse and the Cherry Tree（凱蒂·彤絲朵）
  3. Rockin' Robin（麥可·傑克遜）
  4. Walkin' After Midnight（Patsy Cline）
  5. For Once in My Life（史提夫·汪達）
  6. Turn Your Lights Down（Lauryn Hill & Bob Marley） 淘汰

- 麥可·沙伏爾（英語：Michael Sarver，28歲，生於1981年3月28日），來自德克薩斯州傑斯普（Jasper），是位石油開採工人，於鳳凰城 (亞利桑那州)海選。已婚，有兩名小孩。
  1. I Don't Want to Be（蓋文·迪克羅）
  2. You Are Not Alone（麥可·傑克遜）
  3. Ain't Goin' Down ('Til the Sun Comes Up)（Garth Brooks） 倒數第2名
  4. Ain't Too Proud to Beg（The Temptations） 淘汰

- 亞莉克希絲·葛蕾絲（英語：Alexis Grace，21歲，生於1987年6月9日），來自田納西州孟菲斯，於路易斯維爾 (肯塔基州)海選。葛蕾絲在19歲時生了女兒，並與孩子的父親訂婚。
  1. I Never Loved a Man (The Way I Love You)（艾瑞莎·法蘭克林）
  2. Dirty Diana（麥可·傑克遜）
  3. Jolene（桃麗·芭頓/Dolly Parton） 淘汰

- 豪尔赫·努涅斯（英語：Jorge Nunez，20歲，生於1988年5月12日），來自波多黎各Cidra，於聖胡安海選。荷黑精通英文、法文和西班牙文。
  1. Don't Let the Sun Go Down on Me（艾頓·莊）
  2. Never Can Say Goodbye（麥可·傑克遜） 淘汰

- 潔絲明·穆雷（英語：Jasmine Murray，17歲，生於1991年3月14日），來自密西西比州斯塔克維爾，於傑克遜維海選時演唱菲姬Big Girls Don't Cry。她是2007年Miss Mississippi's Outstanding Teen
  1. Love Song（莎拉·芭瑞黎絲）
  2. Reflection（克莉絲汀·阿奎萊拉）
  3. I'll Be There（麥可·傑克遜）淘汰

每週主題：
- 三十六強 (18/2, 26/2, 4/3): 告示牌熱門100歌曲
- 第一週 (10/3): Michael Jackson
- 第二週 (17/3): Grand Ole Opry
- 第三週 (25/3): 摩城唱片
- 第四週 (31/3): iTunes一百強
- 第五週 (7/4): 出年年份的歌曲
- 第六週 (14/4): 電影歌曲
- 第七週 (21/4): 迪斯可

## 排行榜單
| 女 | 男 | 三十六強 | 外卡賽 | 十三強 | 冠军 |

| 晋级下轮 | 尾三 | 尾二 | 淘汰 | 評審拯救 |

| 主題       | 主題                 | 準決賽 | 準決賽 | 準決賽 | 外卡賽 | 決賽 | 決賽 | 決賽 | 決賽 | 決賽 | 決賽 | 決賽 | 決賽 | 決賽 | 決賽 | 決賽 |  |
| 日期       | 日期                 | 2/18   | 2/26   | 3/4    | 3/5    | 3/11 | 3/18 | 3/26 | 4/1  | 4/8  | 4/15 | 4/22 | 4/29 | 5/6  | 5/13 | 5/20 |  |
| 名次       | 參賽者               | 結果   | 結果   | 結果   | 結果   | 結果 | 結果 | 結果 | 結果 | 結果 | 結果 | 結果 | 結果 | 結果 | 結果 | 結果 |  |
| 1          | Kris Allen           |        | 十三强 |        |        |      |      |      |      |      |      |      | 尾三 |      |      | 冠军 |  |
| 2          | Adam Lambert         |        | 十三强 |        |        |      |      |      |      |      |      |      | 尾二 |      |      | 亚军 |  |
| 3          | Danny Gokey          | 十三强 |        |        |        |      |      |      |      |      |      |      |      |      | 淘汰 |      |  |
| 4          | Allison Iraheta      |        | 十三强 |        |        |      | 尾三 |      | 尾三 |      |      | 尾三 |      | 淘汰 |      |      |  |
| 5          | Matt Giraud          |        | 外卡赛 |        | 十三强 |      |      | 尾二 |      |      | 拯救 |      | 淘汰 |      |      |      |  |
| 6-7        | Anoop Desai          | 外卡赛 |        |        | 十三强 |      |      |      | 尾二 | 尾二 | 尾三 | 淘汰 |      |      |      |      |  |
| 6-7        | Lil Rounds           |        |        | 十三强 |        |      |      |      |      | 尾三 | 尾二 | 淘汰 |      |      |      |      |  |
| 8          | Scott MacIntyre      |        |        | 十三強 |        |      |      | 尾三 |      | 淘汰 |      |      |      |      |      |      |  |
| 9          | Megan Joy            |        | 外卡賽 |        | 十三強 |      |      |      | 淘汰 |      |      |      |      |      |      |      |  |
| 10         | Michael Sarver       | 十三強 |        |        |        |      | 尾二 | 淘汰 |      |      |      |      |      |      |      |      |  |
| 11         | Alexis Grace         | 十三強 |        |        |        |      | 淘汰 |      |      |      |      |      |      |      |      |      |  |
| 12         | Jorge Nuñez          |        |        | 十三強 |        | 淘汰 |      |      |      |      |      |      |      |      |      |      |  |
| 13         | Jasmine Murray       |        | 外卡賽 |        | 十三強 | 淘汰 |      |      |      |      |      |      |      |      |      |      |  |
| 14 - 17    | Von Smith            |        |        | 外卡賽 | 淘汰   |      |      |      |      |      |      |      |      |      |      |      |  |
| 14 - 17    | Jesse Langseth       |        | 外卡賽 |        | 淘汰   |      |      |      |      |      |      |      |      |      |      |      |  |
| 14 - 17    | Tatiana Del Toro     | 外卡賽 |        |        | 淘汰   |      |      |      |      |      |      |      |      |      |      |      |  |
| 14 - 17    | Ricky Braddy         | 外卡賽 |        |        | 淘汰   |      |      |      |      |      |      |      |      |      |      |      |  |
| 準 決 賽 3 | Arianna Afsar        |        |        | 淘汰   |        |      |      |      |      |      |      |      |      |      |      |      |  |
| 準 決 賽 3 | Felicia Barton       |        |        | 淘汰   |        |      |      |      |      |      |      |      |      |      |      |      |  |
| 準 決 賽 3 | Kendall Beard        |        |        | 淘汰   |        |      |      |      |      |      |      |      |      |      |      |      |  |
| 準 決 賽 3 | Ju'Not Joyner        |        |        | 淘汰   |        |      |      |      |      |      |      |      |      |      |      |      |  |
| 準 決 賽 3 | Nathaniel Marshall   |        |        | 淘汰   |        |      |      |      |      |      |      |      |      |      |      |      |  |
| 準 決 賽 3 | Kristen McNamara     |        |        | 淘汰   |        |      |      |      |      |      |      |      |      |      |      |      |  |
| 準 決 賽 3 | Taylor Vaifanua      |        |        | 淘汰   |        |      |      |      |      |      |      |      |      |      |      |      |  |
| 準 決 賽 3 | Alex Wagner-Trugman  |        |        | 淘汰   |        |      |      |      |      |      |      |      |      |      |      |      |  |
| 準 決 賽 2 | Matt Breitzke        |        | 淘汰   |        |        |      |      |      |      |      |      |      |      |      |      |      |  |
| 準 決 賽 2 | Mishavonna Henson    |        | 淘汰   |        |        |      |      |      |      |      |      |      |      |      |      |      |  |
| 準 決 賽 2 | Kai Kalama           |        | 淘汰   |        |        |      |      |      |      |      |      |      |      |      |      |      |  |
| 準 決 賽 2 | Nick Mitchell        |        | 淘汰   |        |        |      |      |      |      |      |      |      |      |      |      |      |  |
| 準 決 賽 2 | Jeanine Vailes       |        | 淘汰   |        |        |      |      |      |      |      |      |      |      |      |      |      |  |
| 準 決 賽 1 | Anne Marie Boskovich | 淘汰   |        |        |        |      |      |      |      |      |      |      |      |      |      |      |  |
| 準 決 賽 1 | Casey Carlson        | 淘汰   |        |        |        |      |      |      |      |      |      |      |      |      |      |      |  |
| 準 決 賽 1 | Stephen Fowler       | 淘汰   |        |        |        |      |      |      |      |      |      |      |      |      |      |      |  |
| 準 決 賽 1 | Brent Keith          | 淘汰   |        |        |        |      |      |      |      |      |      |      |      |      |      |      |  |
| 準 決 賽 1 | Jackie Tohn          | 淘汰   |        |        |        |      |      |      |      |      |      |      |      |      |      |      |  |
| 準 決 賽 1 | Stevie Wright        | 淘汰   |        |        |        |      |      |      |      |      |      |      |      |      |      |      |  |

- 冠军：Kris Allen 美国偶像大赛最新一季的冠军克里斯-艾伦(Kris Allen)的同名处子大碟《Kris Allen》空降首周第11位，首周销量8万张。創下歷屆美偶冠軍最低迷的銷量。
- 亚军：Adam Lambert 主唱电影《2012》主题曲，首張專輯《For Your Entertainment》空降首周第3位，首周銷量19萬8000張，鋒芒遠勝冠軍，並已經發行了3支單曲，並於世界多國宣傳，銷售長紅。截至目前其專輯已銷售超過76萬2000張，並於多國獲得白金及金唱片認證。

## 外部連結
- American Idol Official Website （页面存档备份，存于）
- MTV's American Idol Coverage （页面存档备份，存于）